# Caldey

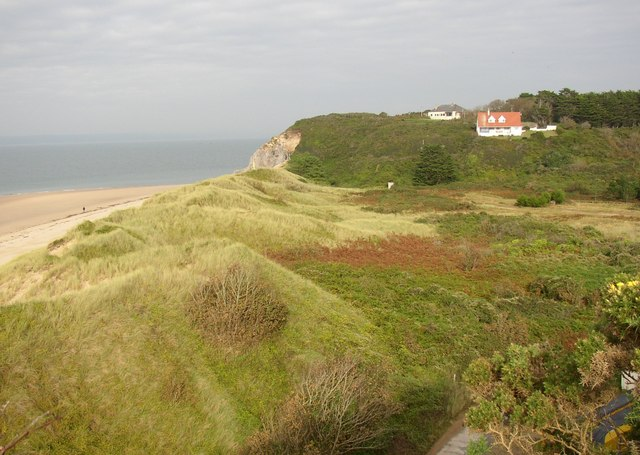
Paesaggio dell'isola di Caldey

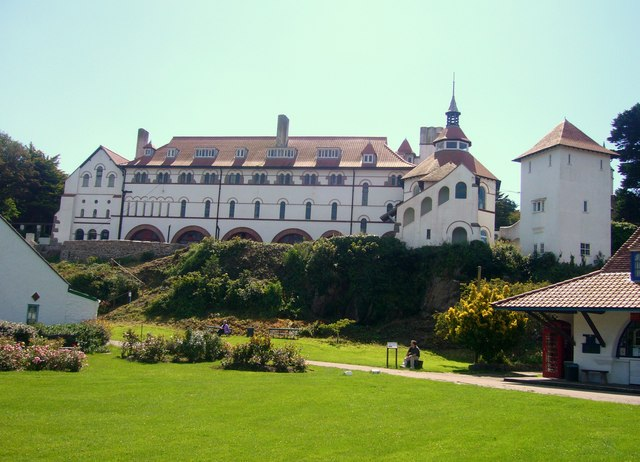
L'abbazia di Caldey

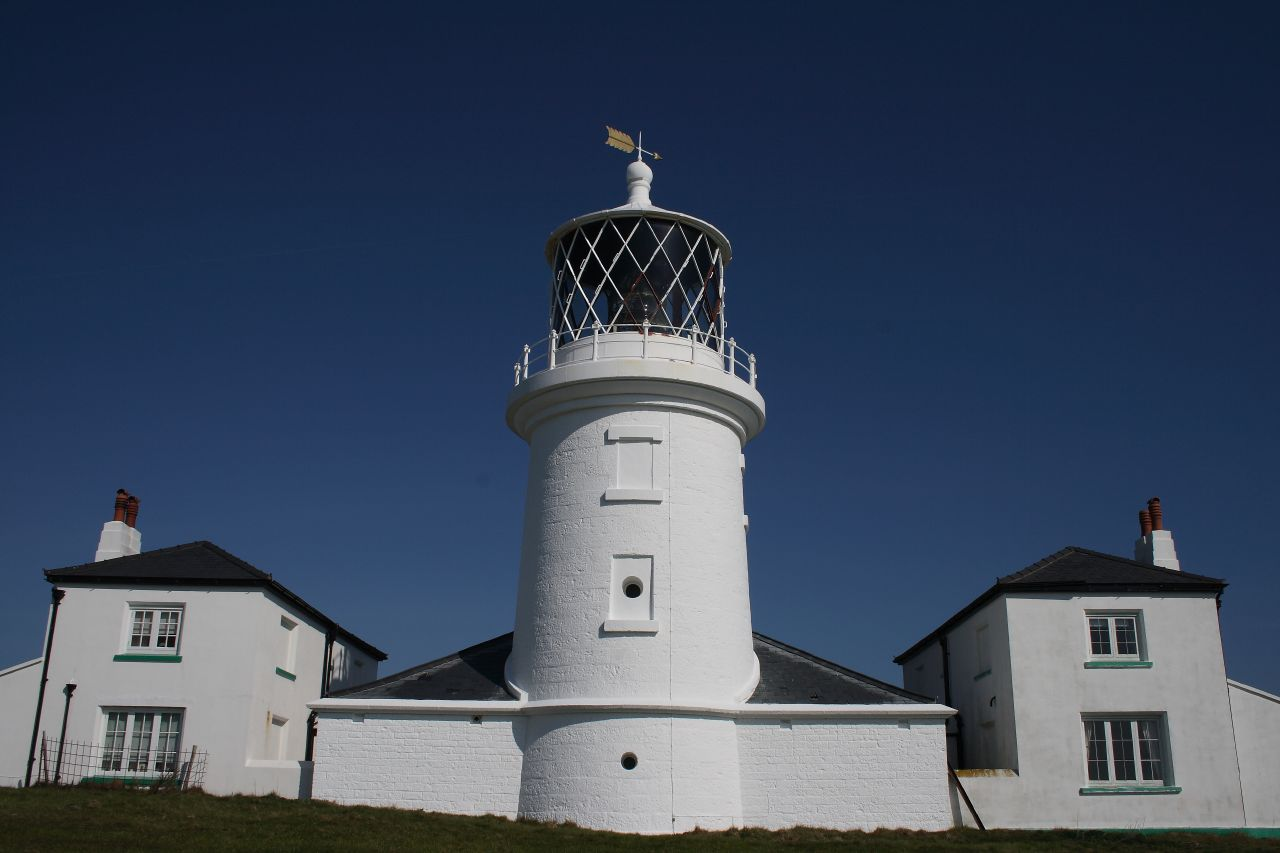
Il faro di Caldey

Caldey Island (o Caldy Island) (in gallese: Ynys Bŷr) o semplicemente Caldey (o Caldy) è un'isola del Galles sud-occidentale, facente parte della contea del Pembrokeshire e situata tra la baia di Carmarthen e il canale di Bristol (Oceano Atlantico), al largo di Tenby.
Si tratta di una delle isole sacre della Gran Bretagna: Caldey Island è infatti storicamente un luogo abitato da una comunità di monaci.

## Etimologia
Il toponimo Caldey deriva dall'antico nordico e significa "isola fredda".
Il nome in gallese Ynys Bŷr significa invece "isola di Pŷr" e fa riferimento ad uno dei primi abati del monastero dell'isola, San Pŷr.

## Geografia

### Collocazione
Caldey Island dista circa 1–2 km dalla terraferma, da cui è separata dal Caldey Sound.
A nord-ovest di Caldey si trova St Margaret's Island, una piccola isola disabitata.

### Dimensioni
L'isola ha una lunghezza di circa 1,5 miglia e una larghezza di circa 0,75 miglia.

## Storia
Nel VI secolo fu fondato sull'isola un monastero celtico.
Nel 1136 l'isola fu donata ai monaci benedettini dall'abbazia di Tiron (Francia). La comunità di monaci benedettini visse a Caldey per 400 anni, tra il 1136 e il 1536 (anno della dissouluzione dei monasteri).
Nel 1906 l'isola fu acquistata da una nuova comunità di monaci benedettini guidata da Aelred Carlyle, che fondò l'attuale abbazia. Questi monaci furono però costretti a lasciare l'isola nel 1925 a causa di problemi finanziari.
Quattro anni dopo, si stabilì quindi a Caldey una comunità di monaci cistercensi provenienti dall'abbazia di Scourmont, in Belgio.

## Fauna
L'isola è popolata da maggio a luglio da uccelli marini.
Sull'isola vive anche una comunità di foche grigie.

## Economia
Principali fonti di reddito degli abitanti dell'isola sono il turismo e la produzione di profumi (creati da essenze ricavate dai fiori selvatici dell'isola), cioccolata e biscotti.
Nel XIX secolo dall'isola veniva estratto il calcare, poi trasportato nelle fornaci delle località vicine.

## Edifici e luoghi d'interesse

### Antico Priorato
L'edificio più antico dell'isola è probabilmente l'antico priorato, che ospitò i monaci in epoca medievale.
Fa parte del complesso anche la chiesa di San Illyd. All'interno della chiesa si trova una pietra che reca un'antica iscrizione in caratteri ogamici.

### Abbazia di Caldey
L'attuale abbazia di Caldey è un complesso monastico realizzato, come detto, nel 1906.

### Chiesa di San Davide
Altro edificio religioso è la chiesa di San Davide, costruita sulla cima del villaggio e risalente probabilmente all'epoca celtica.

### Faro di Caldey
Altro edificio d'interesse è il faro di Caldey, che si erge nella sommità dell'isola, nelle vicinanze dell'antico priorato e che fu realizzato nel 1828/1829 dalla Trinity House.

### Spiagge
- Priory Beach[4][5]

## Trasporti
L'isola è raggiungibile con un'escursione in barca che parte dal porto di Tenby.